# Marco Bontá
Marco Bontá (Santiago, 1899 — Santiago, 1974) est un artiste peintre, graveur et enseignant chilien.
Il a fondé le Musée d'Art contemporain de Santiago (es) et a été membre correspondant de l'Académie chilienne des Beaux-Arts (es).

## Biographie
Marco Bontá naît à Santiago, au Chili, le 1er novembre 1899.
À l'âge de 15 ans, en 1913, il entre à l'Académie chilienne des Beaux-Arts (es), où il est l'élève de Ricardo Richon Brunet, Juan Francisco González et Fernando Álvarez de Sotomayor. Cinq ans plus tard, il commence à travailler comme dessinateur pour le journal La Unión (es) de Valparaíso et dans la maison de commerce Gath y Chávez dans cette même ville.
Bontá obtient une bourse du ministère de l'éducation en 1927, ce qui lui permet de voyager en Europe pour se perfectionner, comme les autres membres de la « génération de 1928 », des artistes ayant voyagé en Europe grâce à une bourse de l'État. Il y étudie l'art et découvres les avant-gardes artistiques et la modernité dans différents pays : Pays-Bas, Belgique, Italie, Allemagne, France et Espagne,.
À son retour à Santiago en 1931, il est nommé professeur principal du premier atelier de gravure de l'École des arts appliqués de l'Université du Chili. Il enseigne ensuite la composition picturale et les styles dans le cadre du cursus de Pédagogie des arts plastiques et des travaux manuels à la Faculté de philosophie et d'éducation. En 1932, il est membre de la Commission de réorganisation de l'École des beaux-arts, représentant les artistes.
Le gouvernement vénézuélien l'engage en 1938 pour organiser l'enseignement des Arts Appliqués ; il reste dans ce pays jusqu'en 1943 et son travail est transcendantal pour les chaires de Gravure, de Peinture murale et de Vitrail. Il peint des paysages et des portraits, participe aux Salons officiels II et III (1941 et 1942) et à l'Exposition du paysage vénézuélien au Musée national des Beaux-Arts du Chili en 1942, où il expose des paysages de La Guaira avec « nombre de détails étudiés avec grâce [...] et bien pensés en dessin et en couleurs ».
En 1945, il est élu président de l'Association chilienne des peintres et des sculpteurs du Chili ; deux ans plus tard, il fonde le Musée d'Art contemporain de Santiago (es), dont il est le premier directeur. En 1964, il est élu et constitué en membre à part entière de l'Académie chilienne des Beaux-Arts (es) de l'Instituto de Chile (es).
Il continue à enseigner dans tout le pays, publie des essais sur l'histoire de l'art et organise des expositions pour d'autres artistes ou lui-même.
Marco Bontá meurt à Santiago le 21 novembre 1974. Marié trois fois, il n'a pas eu d'enfants.

## Œuvre
Il fait partie des plus jeunes de la génération de 1913, avec laquelle il partage le désir de réalisme pictural, bien qu'il cultive son propre style. La plupart de ses œuvres dans les collections publiques se trouvent dans des musées au Chili, principalement au Musée national des Beaux-Arts du Chili et au Musée d'Art contemporain de Santiago (es) ; certaines de ses œuvres se trouvent également au musée national des Beaux-Arts d'Argentine et du Venezuela.
Bontá est un « défenseur de la modernité » ; il est favorable à ce que l'Académie s'ouvre à la nouvelle avant-garde. Dans El Mercurio, Catalina Aguilar analyse : « Le peintre a fait appel non seulement à la diffusion du modernisme au Chili, mais aussi à l'authenticité des artistes dans leurs processus de création. C'est pourquoi il était très critique à l'égard des peintres qui copiaient les idées des grands artistes européens modernes. « La noble décision de Matisse est proverbiale, puisqu'il a fermé définitivement les portes de son académie lorsqu'il a réalisé que ses étudiants étaient devenus de vulgaires imitateurs de sa peinture », illustre Bontá dans l'une de ses publications, faisant également référence à l'action et à la superficialité de nombreux jeunes peintres chiliens. »
Il a eu de nombreux désaccords avec les critiques chiliens de son temps, les considérant en retard et dont le fond était superficiel car ils n'avaient pas la connaissance nécessaire. Mais son plus grand contentieux était avec Antonio Romera, un Espagnol ayant écrit Historia de la pintura chilena en 1951. Ce dernier, davantage considéré comme un connaisseur, a été sévère avec l'ouvrage de Marco Bontá Cien años de pintura chilena (1946), lors de sa réédition en 1959. Pourtant, à la mort de Bontá en 1974, Romera écrit un hommage sur ce dernier, à la surprise générale.

### Œuvres picturales dans les collections publiques
- Musée national des Beaux-Arts du Chili[4].
  - Diana (1929), huile sur toile
  - Retrato de Lily Garáfulic (1937), huile sur bois
  - Retrato de Mercedes Pardo (1939), huile sur toile
  - En el Baño, Paris (1929), huile sur toile
  - Después del Temporal (1956), lithographie
  - Canal de Tenglo Puerto Montt (n. d.), huile sur toile

- Musée d'Art contemporain de Santiago (es)[4]
  - La Novena del Niño dios (n. d.), huile sur toile
  - La Quema de Judas (n. d.), huile sur toile
  - Infancia de Júpiter (n. d.), huile sur toile

- Casa del Arte (es), pinacothèque de l'Université de Concepción, au Chili[4]
  - Invierno (n. d.), huile sur toile

D'autres institutions conservent des œuvres de Marco Bontá, telles que la pinacothèque de l'Université de Talca et le Museo O'Higginiano y de Bellas Artes de Talca (es) à Talca (Chili) ; le Museo de Arte y Artesanía de Linares (es) à Linares (Chili) ; le musée des Beaux-Arts de Caracas (Venezuela) et le musée national des Beaux-Arts à Buenos Aires (Argentine).

### Publications
- Cien años de pintura chilena, 1946 (réédition en 1959)
- Réplicas de arte, sélection de textes de Bontá publiés dans divers journaux tels que Los Tiempos (es), Las Últimas Noticias (es), La Nación et El Mercurio (dir. : Enrique Solanich Sotomayor, RIL Editores, Santiago, 2017). Dans ces textes, Bontá expose ses idées sur l'art au Chili entre les années 1930 et 1970, et Solanich étudie la vie et l'impact de l'artiste sur l'art chilien du XXe siècle[2].

## Prix et reconnaissance

### Prix
- Mention d'honneur dans la section de Peinture du Salón Oficial de 1921 (Santiago, Chili)
- Médaille de seconde classe dans la section de Peinture du Salón Oficial de 1922
- Médaille de troisième classe dans la section d'Arts appliqués et décoratifs du Salón Oficial de 1929
- Médaille de première classe dans la section d'Aquarelle du Salón Oficial de 1929
- Médaille de bronze à l'Exposition ibéro-américaine de 1929 (Séville, Espagne)
- Prix Van Buren du Salón Oficial 1932
- Prix Matte Blanco du Salón Oficial 1934
- Second prix en peinture du IIe Salón de Verano de Viña del Mar de 1934
- Premier prix en Arts graphiques du IIe Salón de Verano de Viña del Mar de 1934
- Second prix d'Eau-forte du IIIe Salón de Verano de Viña del Mar de 1935
- Premier prix de Peinture ex aequo du IVe Salón de Verano de Viña del Mar de 1936
- Prix de première catégorie ex aequo du Salón Oficial de 1937
- Premier prix de Peinture du Salón Viña del Mar de 1951

### Postérité
Surtout reconnu pour la création du Musée d'Art contemporain de Santiago (es),,, un prix décerné depuis 1998 par l'Académie chilienne des Beaux-Arts (es) pour récompenser un artiste ou un enseignant des arts plastiques porte son nom, de même qu'un concours de gravure, organisé au Musée d'Art contemporain.
Par ailleurs, plusieurs rues chiliennes portent son nom, comme à Maipú et Ovalle.